# Сейго (Миннесота)
Сейго (англ. Sago) — тауншип в округе Айтаска, Миннесота, США. На 2010 год его население составило 176 человек. Тауншип был создан 15 сентября 1903 года.

## География
По данным Бюро переписи населения США площадь тауншипа составляет 89,1 км², из которых 87,6 км² занимает суша, а 1,6 км² — вода (1,74 %).
Через тауншип проходят:
- US 2 (англ. US Highway 2).
- Дорога 65 штата Миннесота[англ.].

## Население
В 2010 году на территории тауншипа проживали 176 человек (из них 54,0 % мужчин и 46,0 % женщин), насчитывалось 72 домашних хозяйства и 57 семей. На территории города было расположено 111 построек со средней плотностью 1,26 построек на один квадратный километр суши. Расовый состав населения: белые — 97,7 %, две или более других рас — 2,3 %.
Население тауншипа по возрастному диапазону по данным переписи 2010 года распределилось следующим образом: 25,0 % — жители младше 21 года, 46,2 % — от 21 до 65 лет и 18,8 % — в возрасте 65 лет и старше. Средний возраст населения — 46,2 года. На каждые 100 женщин в Сейго приходилось 117,3 мужчин, при этом на 100 совершеннолетних женщин приходилось 123,0 мужчины сопоставимого возраста.
Из 72 домашних хозяйств 79,2 % представляли собой семьи: 70,8 % совместно проживающих супружеских пар (27,8 % с детьми младше 18 лет); 2,8 % — женщины, проживающие без мужей, 5,6 % — мужчины, проживающие без жён. 20,8 % не имели семьи. В среднем домашнее хозяйство ведут 2,44 человека, а средний размер семьи — 2,79 человека. В одиночестве проживали 18,1 % населения, 4,2 % составляли одинокие пожилые люди (старше 65 лет).
В 2014 году из 133 человек старше 16 лет имели работу 65. Медианный доход на семью оценивался в 63 750 $, на домашнее хозяйство — в 60 000 $. Доход на душу населения — 27 626 $ в год.